# Notoreas villosa
Notoreas villosa là một loài bướm đêm trong họ Geometridae.